# Šest medvědů s Cibulkou
Šest medvědů s Cibulkou je česká filmová rodinná komedie z roku 1972 režiséra Oldřicha Lipského s Lubomírem Lipským v hlavní roli (dvojroli).

## Děj
Cirkusový klaun Cibulka (Lubomír Lipský) dostane výpověď od ředitele cirkusu (Jan Libíček), neboť ten se rozhodl vyměnit své cvičené medvědy za cvičené čuníky ředitele konkurenčního cirkusu Šviháka (Miloš Kopecký). Cibulka si musí hledat nové zaměstnání. Děti, které rády chodí do cirkusu, to zařídí tak, že Cibulka nastoupí v ženském přestrojení do jejich základní školy jako nová školní kuchařka. Kromě práce kuchařky však Cibulka musí zvládnout i práci školníka (rovněž Lubomír Lipský) a uklízečky Nagelvogelwunderbandíkové (Darja Hajská). Při práci mu pomáhá i jeho cvičený šimpanz. Medvědi novému majiteli utečou ze železničního vagónu a pomocí jízdních kol a motocyklů se dostanou do školy k Cibulkovi. Situaci ve škole navíc zkomplikuje návštěva školního inspektora (František Filipovský), která ztrpčuje život řediteli školy (Jiří Sovák). Vzniká velký propletec mnoha záměn, omylů a dalších komických situací, celá škola se na několik hodin změní na malý cirkus. Nakonec se ale vše vysvětlí a dobře dopadne, Cibulka i medvědi se vrátí zpět do svého cirkusu k velké radosti všech dětí i dospělých.

## Obsazení

### Dospělí
- Lubomír Lipský (klaun Cibulka a školník Hadraba – dvojrole)
- Jiří Sovák (ředitel Základní školy Roubal)
- Miloš Kopecký (Švihák, ředitel konkurenčního cirkusu)
- Jan Libíček (ředitel cirkusu)
- František Filipovský (školní inspektor)
- Marie Rosůlková (Cibulkova bytná)
- Zora Polanová (učitelka)
- Darja Hajská (uklízečka Nagelvogelvurdebaníková)
- Václav Kotva (učitel přírodopisu)
- Václav Štekl (učitel tělocviku)
- Zdeněk Srstka (Rudolf)

### Děti
- Josef Vytasil (Buřtík)
- Renata Bauerová (Marcela)
- Jan Kunstýř (Honza)
- Jan Miškovský (Janda)
- Tomáš Muchka (Petr)
- Vladimír Kunz (Ríša)
- Petra Kodýmová

### Zvířata
- Cvičení medvědi Ferdinanda Berouska a jeho synů
- šimpanz Tonda
- čuníci